# Nephrotoma quadrilata
Nephrotoma quadrilata är en tvåvingeart som beskrevs av Alexander 1951. Nephrotoma quadrilata ingår i släktet Nephrotoma och familjen storharkrankar. Inga underarter finns listade i Catalogue of Life.